# Brnčići
Brnčići est une localité de Croatie située dans la municipalité de Kastav, dans le comitat de Primorje-Gorski Kotar. En 2001, la localité comptait 677 habitants.

## Démographie
| 1948 | 1953 | 1961 | 1971 | 1981 | 1991 | 2001 |
| ---- | ---- | ---- | ---- | ---- | ---- | ---- |
| 247  | 276  | 313  | 334  | 376  | 504  | 677  |